# Classe baixa

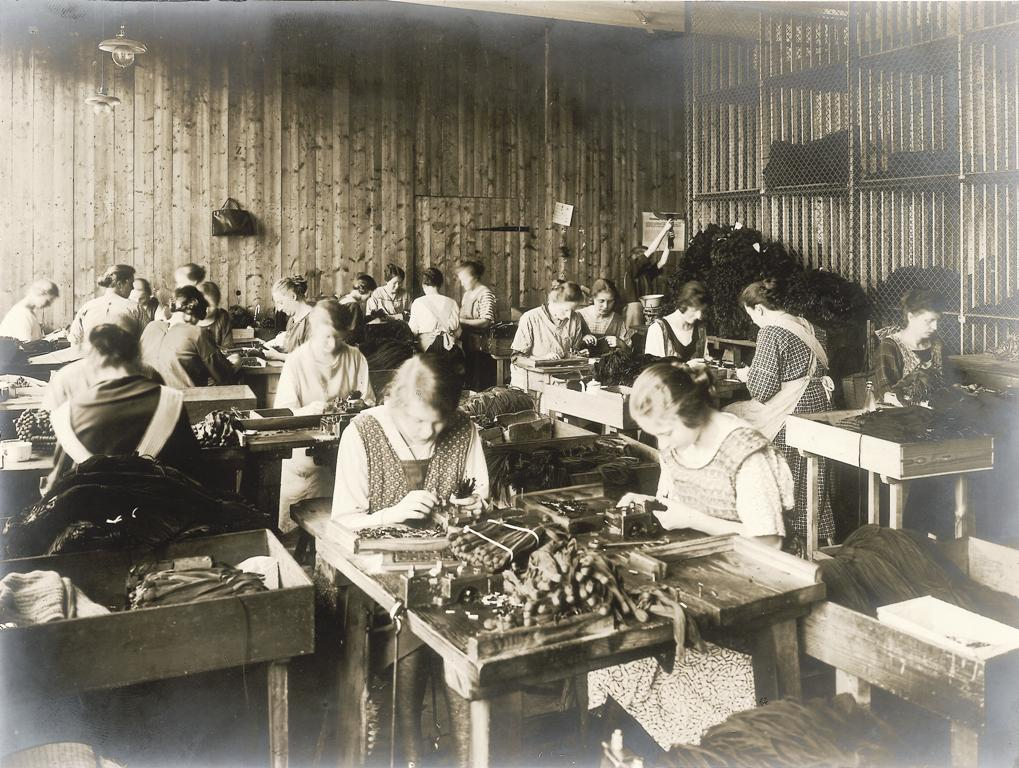
Dones treballant com a obreres en una fàbrica, ofici considerat de classe baixa

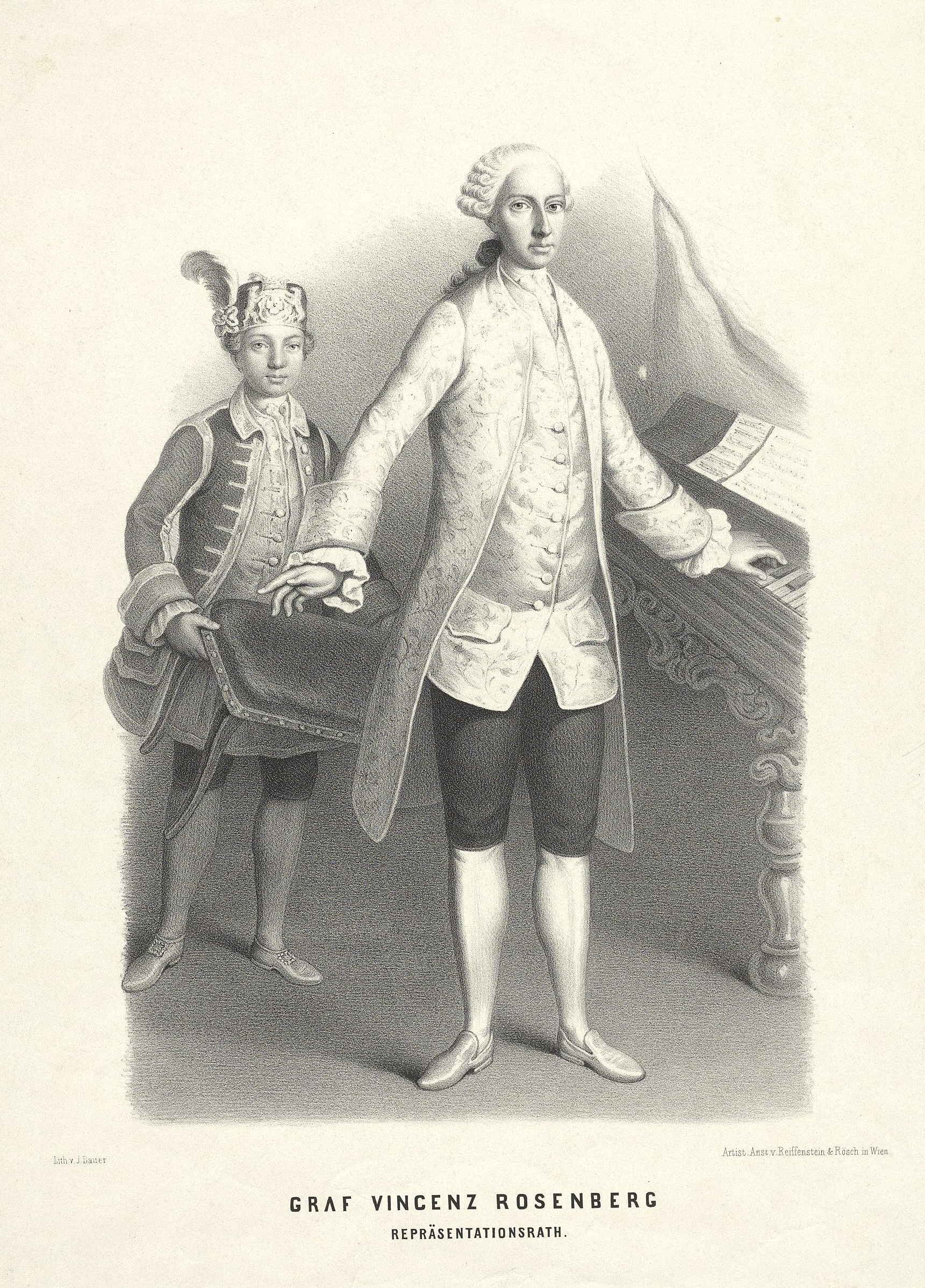
Un home de classe baixa servint a un de classe alta, al segle XVIII

La classe baixa o classe popular, en una societat de classes, és el conjunt de persones ubicades al grup, classe, casta o estrat social amb menys recursos, llibertats, drets, poder i autonomia. Depenent del lloc, de l'època i, en definitiva, del sistema políticosocial particular, aquesta classe pot ser composta per esclaus, serfs, criats, servents, súbdits, camperols, artistes, obrers, treballadors per a un altri, persones dependents, pobres, malalts, aturats, jubilats, vells, dones (totes, vídues, professionals, mares solteres, mestresses de casa, etc.), nens, persones amb poca formació, persones de certes races o estrangers, per exemple. Aquesta classe social existeix actualment a la majoria de països en democràcia, tot i que el concepte sovint és ignorat (es parla de "moviments i revoltes socials" en comptes d'obreres, populars o de classes baixes o marginals; o de "classes mitjanes" únicament i de polítiques "de centre" "per a tots", per exemple) o el terme és reemplaçat per eufemismes, com per exemple "persones menys afavorides".
La societat de classes, amb classes altes i baixes, constitueix una divisió jeràrquica de la societat basada en els diners, possessions materials i a l'accés a ells. És un sistema típic de l'estratificació moderna, és a dir, de les societats europees d'entre els segles xvii i xix, i d'algunes societats mercantils de l'edat antiga. A la modernitat, la unitat fonamental de la societat no era l'individu sinó la "classe", i alguns autors ja feien jocs de paraules amb el doble sentit d'aquest mot. Les diferents "classes" (en el període postmodern es tendeix a parlar de "grups") tenien diferent valor, inferior o superior. Les classes altes no tenien cap afecte ni consideració vers les baixes, que no tenien valor per si mateixes i només existien perquè les altres s'hi poguessin recolzar.
Aquest concepte està molt relacionat amb el sistema productiu. A la societat de classes majoritària a occident arran de la revolució industrial, per exemple, el terme és moltes vegades assimilat a "proletariat", definit per Karl Marx com aquells que només posseïxen el recurs de tenir fills. També és classe "baixa" la classe obrera o classe treballadora, encara que aquests dos termes estan definits pel lloc que les persones ocupen en la producció de diners, la conseqüència social pel que fa a visibilitat, veu, capacitat de decisió, drets, qualitat de vida i economia els situa a la classe baixa de la societat productiva capitalista que defineix els termes. En el capitalisme, el terme es contraposa a la classe que té el poder, d'elit o "classe capitalista", que acapara el capital (els diners, i per tant, en aquest sistema, el domini i poder legítims), i als artesans, que són els treballadors liberals o propietaris dels seus mitjans de producció.